# Лаурино
Лаурино (итал. Laurino) — коммуна в Италии, располагается в регионе Кампания, в провинции Салерно.
Население составляет 1950 человек, плотность населения составляет 28 чел./км². Занимает площадь 69 км². Почтовый индекс — 84057. Телефонный код — 0974.
Покровителем населённого пункта считается святая Елена из Лаурино (Sant Eliena di Laurino) . Праздник ежегодно празднуется 22 мая.

## Известные уроженцы
- Мальяни, Агостино ( 1824—1891) – итальянский политический и государственный деятель.